# 勇敢级巡防舰
勇敢级巡防舰，又称为阿玛托拉级巡防舰，为南非海军向德国订购的巡防舰，本型舰亦是MEKO型护卫舰家族的一员，首舰阿玛托拉号于2006年服役。

## 歷史
南非在1999年12月3日與GFC正式簽約，訂購四艘MEKO A-200 (南非海軍型South African Navy，SAN)，並保留一艘巡防艦的優先選擇權，此乃MEKO A-200系列的第一筆外銷訂單 。

## 同型舰
| 舷号 | 舰名         | 开工       | 下水       | 服役      |
| ---- | ------------ | ---------- | ---------- | --------- |
| F145 | 阿玛托拉号   | 2001年8月  | 2002年6月  | 2006年2月 |
| F146 | 伊珊德瓦纳号 | 2001年10月 | 2002年12月 | 2006年7月 |
| F147 | 史彭卡号     | 2002年2月  | 2003年8月  | 2007年2月 |
| F148 | 曼迪号       | 2002年6月  | 2003年10月 | 2007年3月 |

## 图集

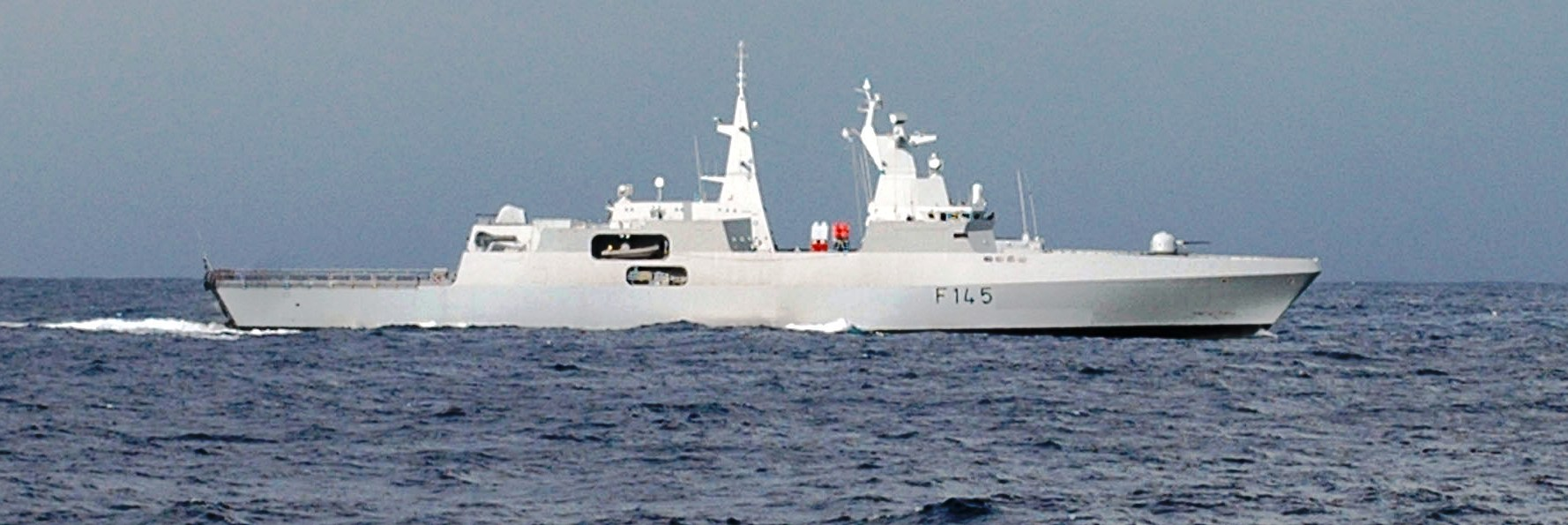
Amatola号(F 145)
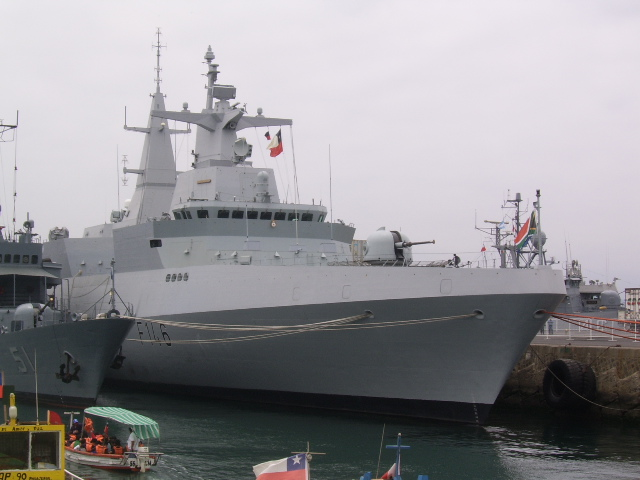
Isandlwana号(F 417)
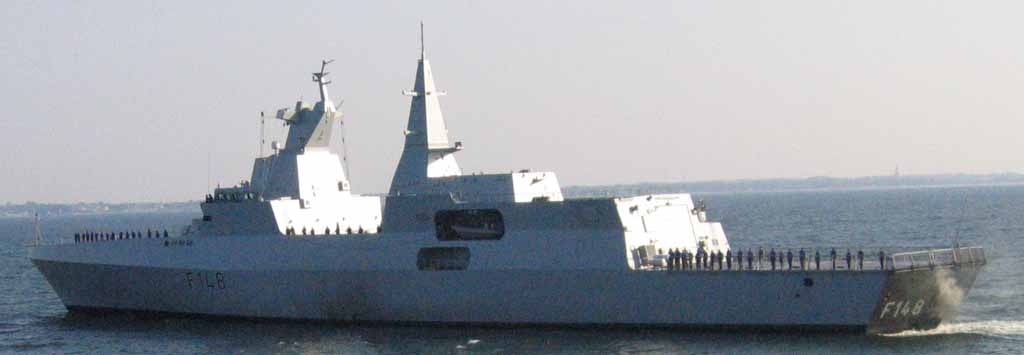
Mendi号(F 418)

### 相关
- 南非国防军
- 南非海军
- MEKO型护卫舰

### 同规格舰
- 巡防舰
- 震慑级巡防舰 阿尔及利亚
- 阿齐兹级巡防舰 埃及
- 11356M型护卫舰 俄羅斯
- 塔爾瓦级巡防舰 印度
- 054A型护卫舰 中华人民共和国